# Gia Skova

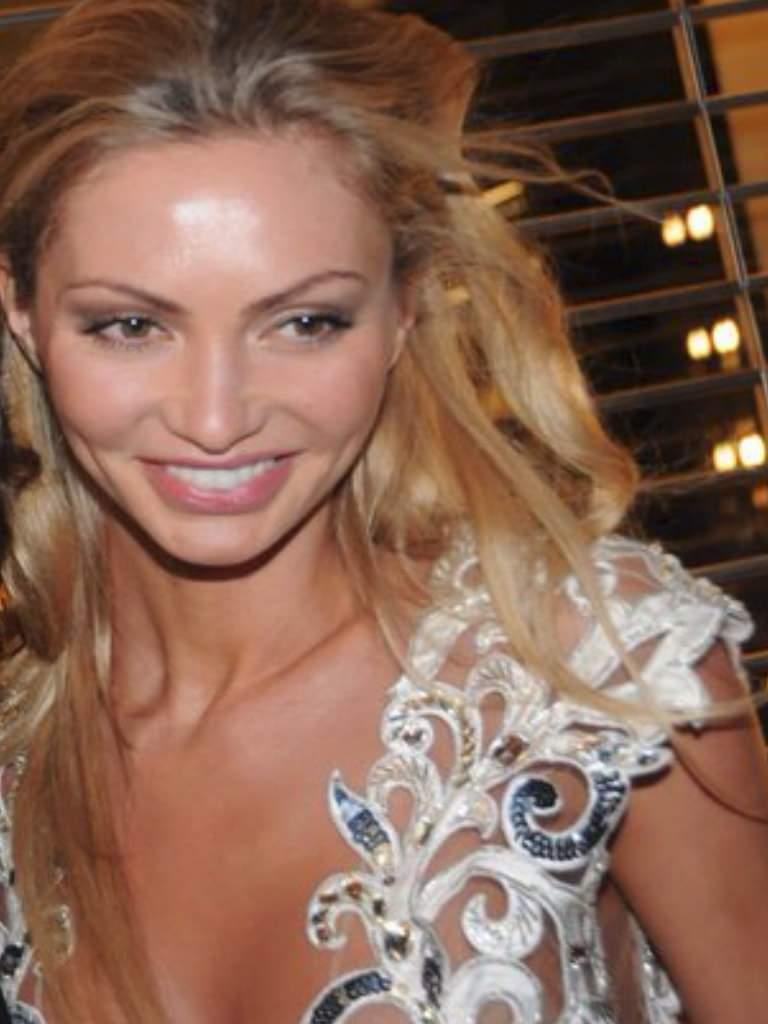
Gia Skova

Gia Skova (13 de julio de 1991) es una actriz, modelo y directora nacida en Saratov, region del Volga, Russia, afincada en Estados Unidos. Ha aparecido en numerosas portadas de revista alrededor del mundo. Ha desfilado para diseñadores como Stella McCartney y Marc Jacobs, habiendo aparecido en catálogos y anuncios de L'Oreal y Red Bull. 
Es creadora de la casa productora The Serpent Productions con la cual  produjo su primera película del mismo nombre.

## Biografía
Fue descubierta como actriz a la edad de 12 años y los tres años posteriores, protagonizó varias series televisivas.
A la edad de 15 años, Skova ganó el concurso "The Beauty of the Volga", lo cual lanzó su carrera como modelo. Era una supermodelo adolescente en Moscú para la edad de 16 años, habiendo ganado varios premios como Ms. Saratov, Ms. FHM, Ms. Fashion Style y Ms. Great Volga. La agencia de modelos italiana Modus la contrató y Skova trabajó en grandes proyectos en Italia, Francia, España, y un número de países asiáticos. Todavía en su adolescencia, Skova protagobizó varias obras de teatro en Moscú, siendo galardonada con premios como el de "Mejor Actriz de Teatro de Saratov", y en 2009 con el de "Mejor Actriz del Teatro de Moscú".
Ha sido portada o ha figurado en las revistas Vogue, InStyle, Vanity Fair, Esquire, GQ y Cosmopolitan, entre otras.
En el 2011 rodo su primer cortometraje en Hong Kong titulado  Finding Beauty in the Best
En 2012, se mudó a Estados Unidos para continuar su carrera.
Durante 2012–13, Gia Skova grabó varias películas y fue contratada para una trilogía de ciencia ficción. También protagonizó una serie del mismo género llamada "Starship Orion", lanzada en 2014. Skova tuvo el papel de  Victoria Cougar en la película Muck.
Para el 2017 forma parte de la película musical Project Olympus dirigida por Alex Ewen. En Londres rueda The Dark Return of Time, la cual no logra estrenarse por no llegar a un acuerdo de distribución.
En el 2018 formó parte de la película  Mara protagonizada por la actriz Ucraniana Olga Kurylenko
En el 2020  protagoniza y escribe su ópera prima como directora titulada   The serpent, donde interpreta el rol de la agente  perteneciente a la CIA Lucinda. Para la producción de esta película utilizó su propia productora llamada Serpent
Para el 2021 produce la película Tesla, que actualmente se encuentra en fase de preproduccion. Ese mismo año debería comenzar el rodaje del film  Summer Nigth, Winter Moon en el cual compartiría escenas con Stephen Fry y Caterina Murino

## Filmografía
| Año  | Películas                                | Papel               |
| ---- | ---------------------------------------- | ------------------- |
| 2011 | Finding Beauty in the best               | Lady Roxy           |
| 2012 | Azienda                                  | Tia                 |
| 2012 | Fangs of War                             | Tereza              |
| 2012 | Bailout: The Age of Greed                | Charlotte           |
| 2013 | Muck                                     | Victoria the Cougar |
| 2013 | The Sleeper                              | Jenn                |
| 2013 | The Rogue                                | Emma                |
| 2013 | Devil's Tree                             | Eva                 |
| 2013 | Assault on Wall Street                   | Charlotte           |
| 2014 | Blunt Force                              | Sasha               |
| 2014 | Lowlifes                                 |                     |
| 2014 | Frenzy                                   | Tippi               |
| 2014 | The Rogue                                | Emma - MI6 Agent    |
| 2014 | Rockland                                 | Jessica             |
| 2014 | Kickback                                 | Stewardess          |
| 2014 | Starship Orion                           | Orion (2 episodios) |
| 2017 | Radical                                  |                     |
| 2018 | The Serpent                              | Lucinda Kavsky      |
| 2020 | Summer Nigth, Winter Moon                | Model               |
| 2020 | Margery Booth: The Spy in the Eagle Nest | Nkvda Agent Nia     |
| 2020 | Dont ask                                 | Charlotte           |
| 2021 | A study in red trilogy                   | Mother of ripper    |
| 2021 | Tesla                                    | Anya                |